# Baboucarr S. Fadera
Baboucarr S. Fadera ist ein gambischer Politiker.

## Leben
| Parlamentswahl | Stimmen | Stimmanteil |
| -------------- | ------- | ----------- |
| 2012           | 2.156   | 51,17 %     |

Baboucarr S. Fadera trat bei der Wahl zum Parlament 2012 als Kandidat der Alliance for Patriotic Reorientation and Construction (APRC) im Wahlkreis Kiang Central in der Mansa Konko Administrative Area an. Mit 51,17 % konnte er den Wahlkreis vor den unabhängigen Kandidaten Babanding K. K. Daffeh für sich gewinnen. Zu der Wahl zum Parlament 2017 trat Fadera nicht als Kandidat an.